# عمادالدین رجبلو
عمادالدین رجبلو (زاده ۱۳۷۴، گرگان)نویسنده ،کارگردان، طراح و بازیگر تئاتر و سینما ایران و سرپرست «گروه تئاتر دیو» است.  او فعالیت هنری خود را از سال ۱۳۸۴ ابتدا با بازیگری آغاز نمود و در سال های فعالیت تئاتری خود موفق به دریافت جوایز متعددی در حوزه نویسندگی و کارگردانی تئاتر شده است.‏‏

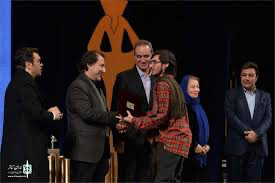
اختتامیه سی‌ و هشتمین‌ جشنواره ‌بین‌المللی ‌تئاتر فجر عمادالدین رجبلو برنده‌ جایزه نویسندگینامزد طراحی صحنه،طراحی لباس،کارگردانی

## نقد
- «بهزاد فراهانی» درباره نمایش «دشمن خدا»:در تئاتر دشمن خدا نویسنده بسیار متعهد عمل کرده است،نه به آن اخلاقی که همه آن را میشناسیم،بلکه به انسانیت متعهد است.در تمام تاریخ بشریت ثابت شده که هرگز زور برقرار نخواهد ماند و زور و فشار هیچگاه نمیتواند چیزی را تغییر دهد و بدی را به خوبی تبدیل کند.نمایش دشمن خدا به زیبایی معنا و مفهوم را به ما منتقل کرد.همراه با این نمایش بسیار خندیدم و لذت بردیم اما خنده ما نه ربطی به پورنوگرافی داشت و نه به هجوی که این روزها به جای طنز در این کشور مرسوم شده،بلکه خنده ما به موقعیت و «situation» وضعیت بود.موقعیت های این نمایش بسیار خوب و زیبا خلق شده بود.شاید گفته شود که تحرک این نمایش کم بوده است ولی من مخالفم چرا که ریتم و تمپوی درونی کار بسیار نیرومند بود.بنده به عنوان یک درام‌نویس کوچک این مرز و بوم و شاگرد مکتب بیضایی میگویم که عمادالدین رجبلو نمایشنامه بسیار زیبا،هوشمند و باشکوهی را نوشته است.

- نقد «هوشنگ گلمکانی» درباره‌ی نمایش «دشمن خدا»:عمادالدین رجبلو نویسنده و کارگردان این نمایش کوچک اما خلاقانه،دو موقعیت از مصاف مصلحت و دروغ،ایمان و ریا،و صداقت و ناراستی را در قالبی ساده خلق کرده است.پرده اول مربوط به درگیری دو دختر دانش آموز است در مدرسه برابر معلمشان،و دومی مشاجره دو سرباز در پادگان،در حالی که موقعیت اول هم فضایی پادگانی را القا می کند‌‌.دروغ محور اصلی این دو موقعیت است که همه معتقدند یک گناه است و دروغگو دشمن خداست،اما با اینکه دو دانش آموز در برابر معلمشان و دو سرباز در برابر فرمانده‌شان گویی در حال بازجویی و حتی شکنجه شدن هستند مدام در حال دروغ گفتن هستند و سرانجام هم معلوم نمی شود واقعیت چیست.تابلوی پایانی نمایش تمثیلی از دروغی فراگیر است که همه مبتلایش هستند؛هر پنچ شخصیت نمایش درحال خوردن سیب های سرخی هستند که این تابلو را متصل می کند به اسطوره گناه نخستین که انسان را از بهشت راند؛درحالی که سیب های کف صحنه هم شخصیت هارا احاطه کرده است؛انسان در محاصره‌ی گناه و دروغ.کارگردان روی بندی باریک،حرفش را با صراحت _درعین تأویل پذیری_  می زند‌. با متنی ظریف و زیرکانه،و میزانسن هایی ساده که شاید با نگاهی سخت‌گیرانه می توانست در اجرا به قوت بیش تر نمایش بینجامد. به هر حال اسم این جوان،«عمادالدین رجبلو»یادتان باشد.[۶]
- رضا آشفته: در سی و هشتمین جشنواره بین‌المللی تئاتر فجر عمادالدین رجبلو توانست حضور بسیار موثر و خلاقانه ای را از خود نمایان سازد.نمایشنامه نویسی یکی از ارکان بسیار مهم هنر تئاتر است. این نویسندگان هستند که پایه گذار تئاتر در دنیا بوده اند چون القای رویدادهای مبتنی بر نوعی تفکر است که جاذبه اصلی را برای نشاندن مخاطبان پای هر نمایشی ممکن می سازد. بی اغراق اگر رجبلو همین روال واقع بینانه و درک درست نسبت به رویدادها را مد نظر قرار دهد، و از مطالعه و اندیشه ورزی غفلت نکند تبدیل به پدیده ای بی بدیل به عنوان یک نمایشنامه نویس تمام قد خواهد شد که این نکته را در قلمش می توان ردیابی کرد. او واقعیت ها را تا عمق می کاود و شناخت درستی از انسان ها و روابط شان را در صحنه آشکار می کند و اینها عمده دلایلی است که از رجبلو می تواند یک نمایشنامه نویس ماندگار بسازد. هر چند نویسنده شدن امر بسیار نادری است و اما تلاش و تمرکز بر نوشتن همیشه چاره ساز بوده است و اینکه استقلال قلمش را از دست ندهد و به رهایی ذهنی در زمان خلق و آفرینش ادبی متمرکز باشد.کارگردان حرف اول و آخر را در تئاتر می زند و اوست که در صحنه هنر می آفریند و هنرمندی می کند و به زبان و بیان درست باعث خوانش دقیق یک متن خواهد شد. هنر کارگردانی در ایران این سالها از رشد چشمگیرتری نسبت به نمایشنامه نویسی برخوردار شده است و اگر همین روال تا ده سال دیگر با رشد و توسعه روزافزونی همراه باشد حتما تئاتر ما نیز فراتر از مرزهای ملی در چهارگوشه جهان مدعی خواهد شد.امسال نیز عمادالدین رجبلو نشان داد که علاوه بر نمایشنامه نویسی از وسعت دیدی نسبت به ارائه حرکت و میزانسن برخوردار است و می تواند در القای فضاهای واقعی به نتایج باورپذیرانه ای نزدیک شود. این یعنی رجبلو بالفطره یک کارگردان است و باید زمانی داشته باشد که با ایجاد یک گروه نتایج بالنده تری را در صحنه القا نماید.[۷]
- نقد «سید جواد روشن» درباره‌ی نمایش«دشمن خدا»: نمایش «دشمن خدا» به نویسندگی و کارگردانی عمادالدین رجبلو نمایشی با موضوع مذمت دروغ است.در این نمایش بازیگران ، حضور خوب و موثر دارند و باید یکی از نقاط قوت این اثر را بازیگران آن دانست که به خوبی مسئولیت خود را انجام داده اند.از این رو در انتخاب و هدایت بازیگران،کارگردان نمایش امتیاز خوبی کسب میکند…در مجموع باید گفت نمایش «دشمن خدا» نمایشی ساده،صادق و زیباست که مخاطب را به خوبی با خود همراه می‌کند و به سادگی مسئله‌ای مهم در زندگی ما را که هر روز با آن طرف هستیم به تصویر می‌کشد.[۸]
- نقد «کامبیز جهانگیری بابادی» درباره‌ی نمایش «دشمن خدا»:نمایش «دشمن خدا» درباره نظام غلط آموزش‌و‌پرورش و زیر سوال بردن برخورد مسئولین با دانش‌آموزان در نظام آموزش‌و‌پرورش و نهادهای دیگر آموزشی ایران است که در این راستا چگونه با القاء ترس و فشارهایی که به بچه ها وارد می‌کنند باعث می‌شود دانش‌آموزان علی‌رغم باطن پاک و سرشت دست‌نخورده‌شان،واقعیت را آن‌طور که حقیقت ماجراست بیان کنند و تنها به خاطر مسائل بسیار ساده مانند نداشتن تکلیف و یا فقر و نداری و… حاضرند با دوست خود درگیر شوند و همدیگر را کتک بزنند و شروع به دروغ گفتن و تهمت زدن و دیگر صفات زشت و ناپسند کنند.قضاوت کردن و درست قضاوت کردن و قضاوت نکردن در کنار دروغ گفتن و دروغ نگفتن دست مایه نمایش «دشمن خدا» عمادالدین رجبلو است.[۹]
- نقد «سید علی تدین صدوقی» درباره‌ی نمایش «متساوی الساقین»: نمایش«متساوی الساقین» یک رئالیست اجتماعی است که به واقیعت محتومی اشاره می کند. در مدرسه دخترانه یک جنین در دستشویی پیدا می شود و تعدادی از دختران یکی از کلاس ها در مظان اتهام قرار می گیرند. در این میان هرکس سعی می کند خود را نجات دهد و از این مخصمه برهاند. نویسنده با گره ها و روابط و چالش های بین شخصیت‌ها هر لحظه یکی را مظنون قلمداد می‌کند و مخاطبان را به نوعی فریب می دهد که این می تواند یکی از ویژگی های متن به حساب آید…در انتها باید گفت نمایشی در خور را شاهد بودیم که به یکی از مسایل روز که شاید جز خطوط قرمز مسایل اجتماعی باشد می پردازد که این خود قابل تحسین است.[۱۰]
- نقد «احسان زیورعالم» درباره‌ی نمایش «متساوی الساقین»: نمایش «متساوی الساقین» به شدت وابسته به هسته مرکزی داستانش است و ذکر بخشی از داستان آن می‌تواند ذهن شما را به سمت حدس و گمان پیش برد. تلاش برای حدس زدن، محصول فرم و شیوه‌ای است که کارگردان نمایش اتخاذ کرده است.این یک رفتار ژانری است. وقتی یک داستان با درون‌مایه اجتماعی که کاملاً در خدمت رئالیسم پر از جزییات است در برابر شما گذاشته می‌شود، همه تلاش ذهن شما به سمتی می‌رود که پایان نمایش چه می‌شود. یا اینکه این گره‌های فروافتاده در نمایش از جانب چه کسی رقم خورده است.رئالیسم موجود در نمایش چنان با دقت در اثر تنیده می‌شود که ما را غافلگیر کند. چنان که بگوییم چقدر همه چیز واقعی است. بازی‌هایی که به شدت با آنچه ذهن ما واقعی می‌پندارد نزدیک است. تا جایی که ما برای بازی و کنش‌ها احساس خطر می‌کنیم. نمایش همانند بسیاری از آثار فوق‌رئالیستی این روزهای تئاتر مملو از کنش‌های فیزیکی و تنش‌های عصبی است.برخورد بازیگران به اجسام سخت در برخی مواقع بسیار هراسناک می‌شود. نوعی دلهره ناشی از اینکه نکند همه چیز واقعی باشد در ناخودآگاه مخاطب شکل می‌گیرد؛ اما یک پرسش مهم مطرح می‌شود: «این همه بازنمایی واقعیت به چه میزان کارایی دارد؟»…وضعیت زمانی جذاب‌تر می‌شود که موزاییک‌های کف صحنه - نمادی از وضعیت هایپررئالیستی نمایش - که بدون هیچ قید و بندی قرار گرفته‌اند و تکان می‌خورند. قسمت سفت کلاس، چندان هم سفت نیست. یک تخطی از رئالیسم؛اما ناخودآگاه بازتولید وضعیت مشوش درون کلاس است. همانند ساعت که بیانگر وضعیت برزخی کلاس است یا بخاری خاموش که نمادی بر همیشه سرد بودن کلاس خطاکار است. کلاسی که از رفتن به سفر محروم شده است. سفری که می‌تواند نماد عبور از پل صراط باشد.[۱۱]
- نقد «هوشنگ گلمکانی» درباره‌ی نمایش «متساوی الساقین»: پس از مدتها تماشای نمایش‌های انتزاعی و پیچیده در چند لایه و لفاف،نمایشی ساده و سرراست و در عین حال هنرمندانه دیدم که اگر کسی بپرسد نمایش درباره چه بود،راحت میتوانم جوابش را بدهم.همولایتی جوانم عمادالدین رجبلو نمایش «متساوی الساقین» را در تئاترشهر به روی صحنه برده و قرار است در جشنواره فجر نیز اجرا داشته باشند.بازیگران این نمایش هم بجز دو بزرگسال ،دختران نوجوان گرگانی هستند در نقش دانش‌آموز یک کلاس درگیر یک بحران واقعی ،که لحظه های بحرانی را با مهارت بازآفرینی کرده اند.موضوع نمایش،مثل بسیاری از آثار اجتماعی و سرراست دهه اخیر درباره‌ جامعه معاصر - در سینما و تئاتر - تلخ است اما این یکی،برق از کله تان می‌پراند.الگوی داستان‌ها و داستان‌پردازی های اصغر فرهادی که در سینما دوستداران بسیار دارد،در این نمایش نیز با مهارت و ظرافت به کار گرفته شده؛ با یک پایان باز مناسب،که فاجعه بازآفرینی شده را عمق و گسترش می‌دهد.
- نقد «سید حسین رسولی» درباره‌ی نمایش «متساوی الساقین»-«روزنامه ایران»: «متساوی الساقین» به شدت رئالیستی است و آنقدر در این زمینه افراط می‌کند که به فضای ناتورئالیستی نزدیک می‌شود ولی تلاش می‌کند همه چیز را تنها به وراثت و محیط پیوند نزدند و کمی هم روحیه ی انتقای دارد.[۱۲] کارگردان از همان پرده اول نمایش تمام تلاش خود را می‌کند تا فضای رئالیستی بسازد . دکور نمایش با جزئیات کامل طراحی شده است.دیوار های کلاس رنگ و رو رفته است و … راهروی پشتی کلاس را هم در انتهای صحنه به گونه‌ای طراحی کرده‌اند که گاهی دانش‌آموزانی از آنجا عبور می‌کنند تا بر فضای رئالیستی نمایش تأکید شود؛ پس ما با یک نمایش قصه‌گوی رئالیستی طرف هستیم.بازیگران این نمایش به خوبی از پس نقش‌های خود بر می‌آیند و در دام تیپ‌سازی‌های کلیشه‌ای گرفتار نمی‌شوند.من همیشه در تحلیل و بررسی رئالیسم به گئورگ لوکاچ باز می‌گردم و پرسش اساسی این نویسنده هم این است «قهرمان مسئله‌دار» چگونه بازنمایی شده است؟او در کتاب «پژوهشی در رئالیسم اروپایی» و دیگر کتاب‌های خود به رئالیسم در آثار بالزاک، استاندال، زولا، تولستوی، گروکی، کافکا و توماس‌مان می‌پردازد.لوکاچ می‌نویسد: «رئالیسم راستین، انسان و جامعه را از دیدگاهی صرفاً انتزاعی و ذهنی به نمایش نمی‌گذارد بلکه آنها را در تمامیت پویا و عینی‌شان به روی صحنه می‌آورد.بر مبنای این معیار، گرایش به درونی ساختن صرف و گرایش به بیرونی ساختن صرف، هر دو به شیوه‌ای واحد موجب فروکاستن و تباهی همه انواع هنر می‌شود. در مقابل، رئالیسم مستلزم انعطاف‌پذیری، ترسیم همه‌جانبه اشخاص، زندگی مستقل انسان‌ها و روابط آنان با یکدیگر است.رئالیسم به هیچ وجه به معنای رد صرف رنگ آمیزی‌های مختلف که در دل زندگی مدرن گسترش می‌یابد و رد پویایی خلق و خوها و حالت های روانی نیست». رئالیسمی که عمادالدین رجبلو روی صحنه می‌آورد تلاش میکند به جزئیات توجه کند و شخصیت هایش را در موقعیت وادار به واکنش کند و خالی از دیدگاه طبقاتی نیست.حتی به خوبی تفاوت ها نشان داده می‌شود.قهرمان این نمایش یک فرد نیست بلکه جمعی از دختران هستند.یکی از دانش‌آموزان از مدرسه غیرانتفاعی تبعید شده به مدرسه رسمی که خالی از امکانات است.دختر دیگری هم به زور به عقد مردی در آمده است در پایان دست به خودکشی می‌زند.با این تفاسیر رجبلو در ارائه رئالیسم خود موفقیت های جالبی کسب کرده و کارش انضمامی و انتقادی است.او حتی دست به «هستی‌شناسی اکنون» هم زده است.[۱۳]
- نقد «رضا آشفته» درباره نمایش «متساوی الساقین»:  نمایش «متساوی الساقین» یکی از اجراهای نابی است که ما را متوجهٔ دردمندی‌های ناشی از بیچارگی‌های حاکم بر جامعه خواهد کرد.فقر فرهنگی که کم از فقر اقتصادی ندارد و گاهی نیز دردناک‌تر از آن انسان را ضمن متلاشی کردن به بیراهه می‌برد ای کمتر فرصت بازگشت از آن قابل تصور باشد.نمایش متساوی الساقین درباره تربیت فرزندان است و به همین دلیل خیلی ساده یکی از معظلات اساسی دورهٔ نوجوانی را به چالش می‌کشد.سن دبیرستان و همراه شدن با بلوغ فکری و جنسی دورهٔ بسیار حساس و پرتنشی است برای اینکه احساسات و عواطف در این دوره با غلیانی غیر‌قابل باور همراه می‌شود و چه بهتر که با شناخت این دوره و پیامد‌های حاصل از آن بشود به کسانی که در آن به سر می‌برند کمک کرد که به راحتی از آن گذر کنند.خواه ناخواه میل به دیگری یکی از این اتفاقات است که با شناخت و سمت و سو دادن درست قابل مهار شدن است و عدم شناخت امکان بروز هر نوع رفتار منحرفانه‌ای را دامن خواهد زد.بنابراین باید پیش از رسیدن به این دوره درباره‌اش ذره ذره گفت تا در رسیدن به آن بشود نکات بارزی را برای پیشگیری از برخی از اتفاقات ناگوار رغم زد.وگرنه عدم شناخت ممکن است افراد را دچار سراشیبی تند و با شتابی کند که لغزیدن در آن گاهی با مشکلات غیرقابل جبران مواجه می‌شود.به ناچار باید گفت دوران دشواری است این نوجوانی و آغاز شناخت منطقی از جهانی که در آن زیست می‌کنیم بنابراین آنچه عماد رجبلو نوشته برگرفته از این دوره است و البته کار مشکل‌ترش این بوده که دقیقا به جنس مخالفش پرداخته و درک درست روابط شخصیت دختران خود به سادگی ممکن نمی‌شود و البته اون توانسته به درستی به یک دبیرستان دخترانه ورود پیدا کند و عدم سازگاری آنها با خانواده و مدیران و معلمان و حتی هم‌سن و سال‌های خودشان را نمایان کند .در روزهایی که عده‌ای از شاگردان به سفر راهیان‌نور رفته‌اند جمعی مانده‌اند که نیازمند کلاس‌های تقویتی‌اند و البته مشکلات خانوادگی و شخصی نیز به این مشکل آموزشی‌شان افزوده شده است.درواقع عمده نقد بر وجوه پرورشی و تربیت نادرست این دانش‌آموزان است که تقریبا از قشرهای پایین تا بالا در آن نمونه‌هایی وجود دارد…بنابراین این وضعیت رئالیسم و ناتورالیسم را دربر می‌گیرد برای خود دردرناکی‌های ریشه‌داری را به دنبال دارد که ما را به تفکر وا می‌دارد که این نقصان و کتمان انسانی چرا باید چنین باشد؟ درحالی‌که عشق و ازدواج و فرزند دار شدن یک اصل انسانی است و پرهیز از آن دلالت بر انحراف و ابتذالی می‌کند که انسان را از مدار معمول و راستین زندگی بیرون می‌راند و این همان نکتهٔ بایسته‌ای است که بارها باید شنیده شود که همه در آگاهی و نه تاریکی غفلت به دنبال گریز از آن برآیند.عمادالدین رجبلو نگاه دقیقی به انسان دارد چنانچه هم آگاه بر روابط بیرونی و جامعه شناسانه هست و هم از دوران و مسائل روان‌شناسانه آگاهی دارد و این‌گونه است که در پرداخت دقیق این آدم‌ها بیان درستی را به‌کار گرفته است.او می‌داند انسان دارای اشکال است و هرچه دقیق‌تر این اشکالات نمایان شود متن‌اش از پردازش دقیقتری برخوردار خواهد شد.برای همین است که مدیر مدرسه و خدمتکار بدون اشکال نیستند و البته آنها نیز مسائلی دارند که آنها را دچار چنین اشکالاتی کرده است.اجرای رجبلو در یک کلاس درس و روزهای سرد اسفند نمایان می‌شود و به طرز دقیقی برآن هست که این کلاس با برهم ریختگی‌هایش نمایان‌گر روزها گره خورده‌ای بین این آدم‌ها باشد.طراحی‌صحنه و لباس مبتنی بر چنین روالی است که نگاه ما را به امر واقعی و راستین نزدیک‌تر کند بنابراین وجود بخاری و نیمکت‌های چند‌نفره و در و دیوار زخم خورده از زمان و هجوم هیجانات نوجوانی ریزترین و بارزترین نکاتی است که ما را بیشتر متوجهٔ نشانگان جزیی این دورهٔ سنی خواهد کرد.لباس هم به اقتضای اقتصاد خانواده زیباتر و شکیل‌تر خواهد شد و البته ولنگاری شدید نیز معطوف به بد سرپرست بودن آن بچه‌ها خواهد بود.پس چیدمان دقیق و درستی از این نکات ریز و بارز درجه و عیار کارگردانی عمادالدین رجبلو را بالاتر می‌برد.تولید چنین نمایشی از گرگان می‌تواند برای تئاتر ما نکات مهمی را گوشزد کند که در این سال‌ها دچار غفلت‌های بزرگی شده‌ایم که به تعبیری شاید داستان همان کلاغ و کبکی باشد که کلاغ می‌خواست راه رفتن کبک را یاد بگیرد،راه رفتن خودش را هم فراموش کرد.برخی می‌خواهند مثل غربی‌ها بنویسند و اجرا کنند اما تئاتر حقیقی خودشان را فراموش کرده‌اند.باید زمینه های رشد تئاتر اجتماعی و ملی را فراهم کرد و البته این منوط به بودن تمام گونه‌های ممکن تئاتری است که در کنار هم می‌توان تصور کاربردی‌تری از انواع تئاتر را به مخاطبان القا کرد.[۱۴]

## آثار صحنه‌ای

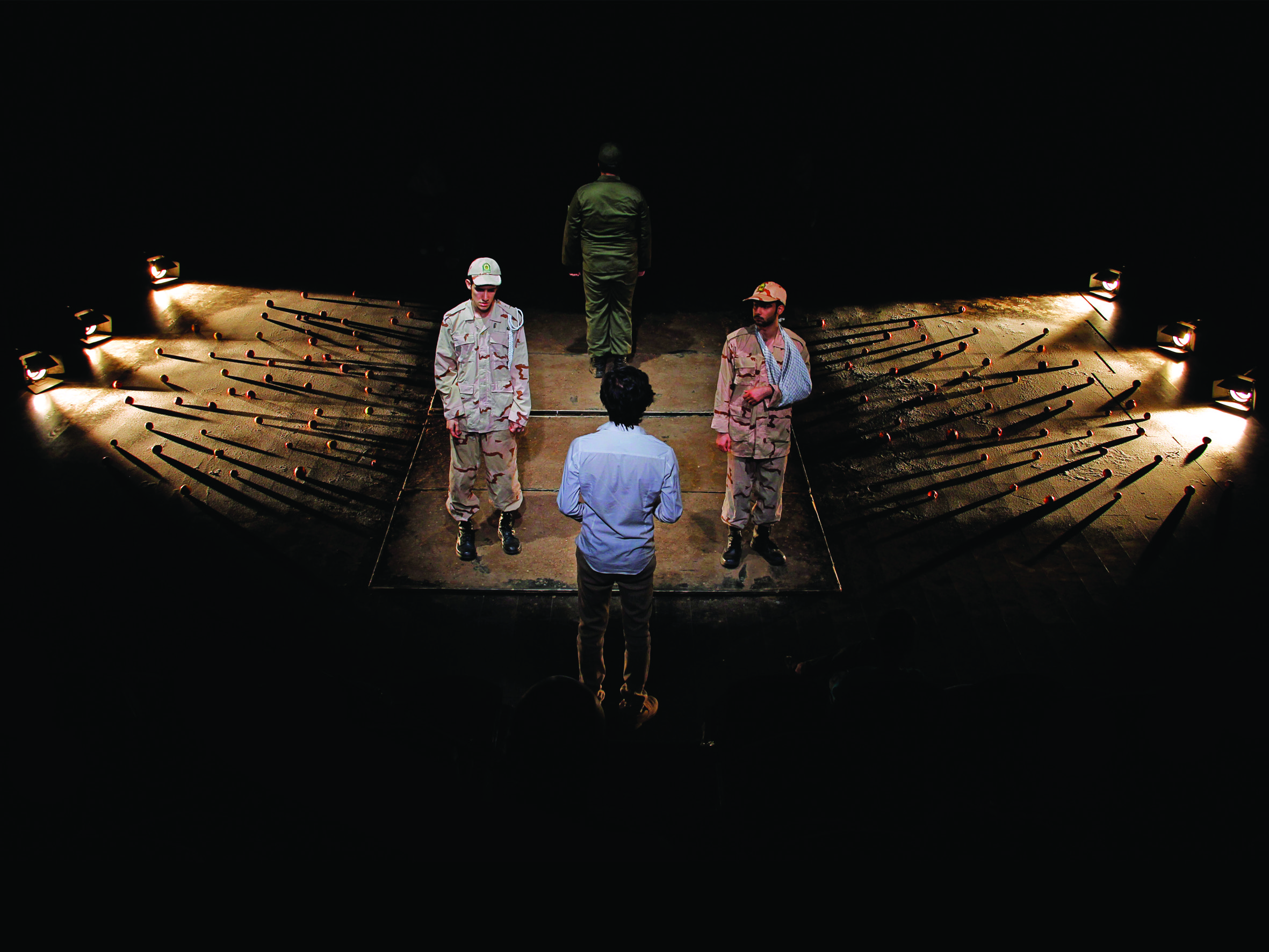
[https://fitf.theater.ir/fa/movie/501 نمایش«دشمن خدا» به نویسندگی و کارگردانی عمادالدین رجبلو در سی ‌و ششمین‌ جشنواره بین‌المللی تئاتر ‌فجر/تئاترشهر/شهریور ۱۳۹۶

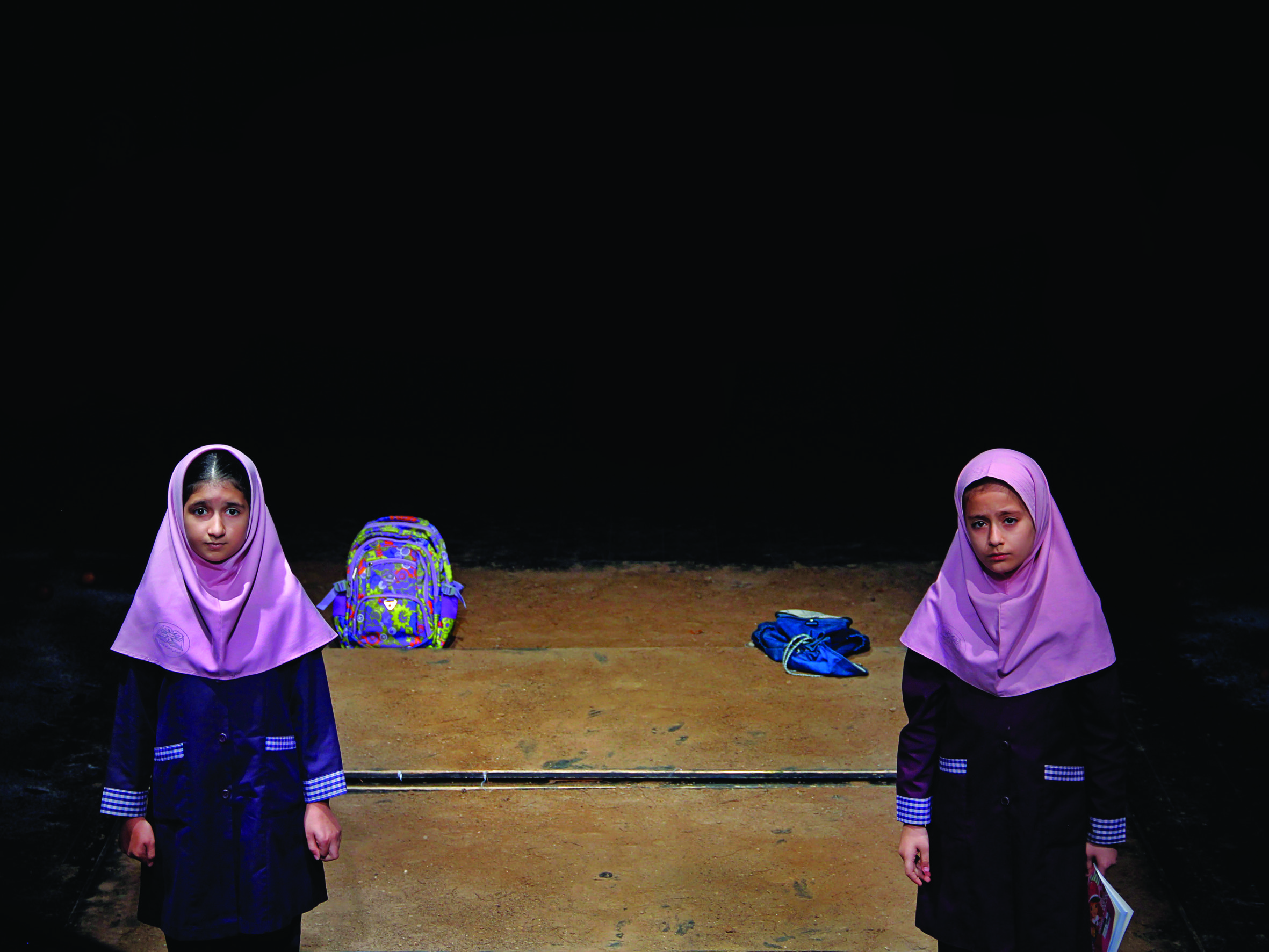

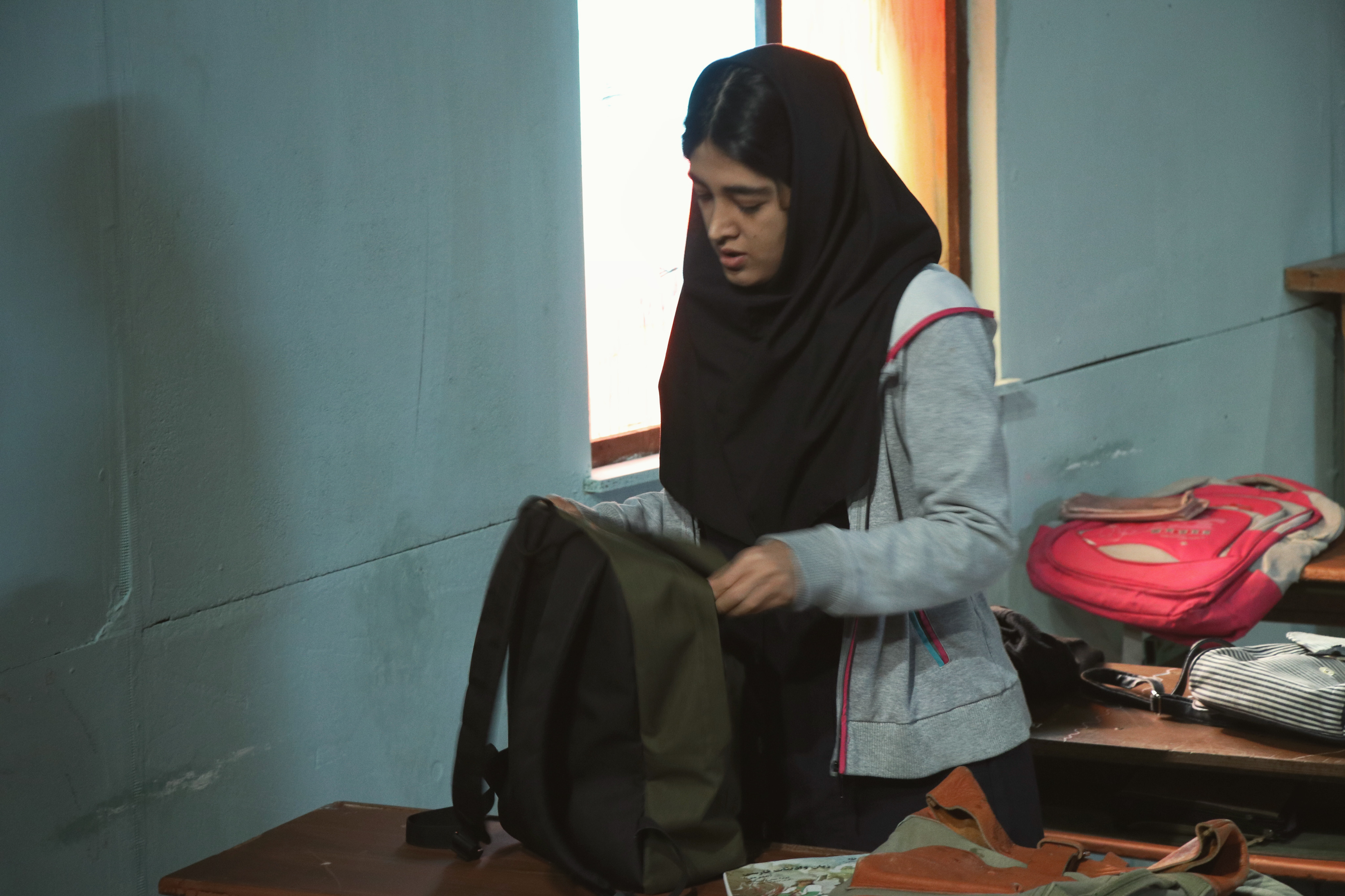
[https://fitf.theater.ir/fa/movie/36 نمایش «متساوی‌الساقین» به نویسندگی و کارگردانی عمادالدین رجبلو در سی ‌و هشتمین‌ جشنواره بین‌المللی تئاتر ‌فجر/تئاترشهر/چهارسو/دی و بهمن ماه ۱۳۹۸

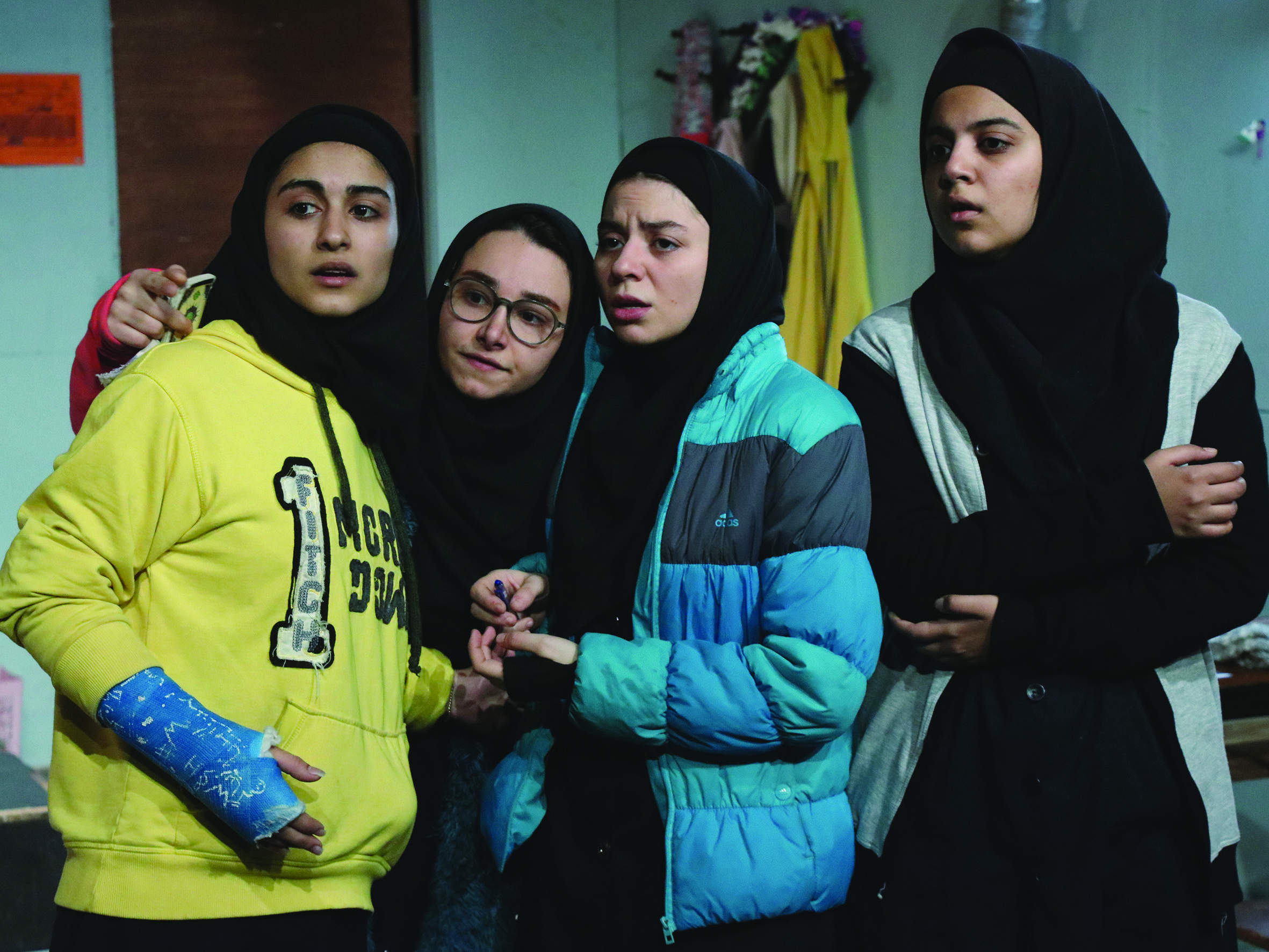

‏
| سال  | عنوان                                                                | سمت                       | حضور در جشنواره ها | اجرای همگانی | منبع |
| ---- | -------------------------------------------------------------------- | ------------------------- | --- | --- | --- |
| ۱۳۸۵ | نمایش «آخرین انشاء»                                                  | بازیگر                    | | حوزه هنری استان گلستان - گرگان                                                                                                 | [ ۱۷ ] |
| ۱۳۸۶ | نمایش «قصه شهر جادو»                                                 | بازیگر - دستیار کارگردان  | | تالار فخرالدین اسعد گرگانی - سالن اصلی                                                                                         | |
| ۱۳۸۷ | نمایش «خشت خام»                                                      | بازیگر                    | | تالار فخرالدین اسعد گرگانی -سالن نگاه                                                                                          | |
| ۱۳۸۸ | نمایش «اعجاز»                                                        | طراح، کارگردان و بازیگر   | | کانون طه استان گلستان-سالن اصلی                                                                                                | |
| ۱۳۸۹ | نمایش «تابلوی تماشا»                                                 | طراح، کارگردان و بازیگر   | دومین جشنواره تئاتر «اَفتو»-سینما بهمن | | |
| ۱۳۹۰ | نمایش «رهایی در موقعیت صفر»                                          | نوازنده                   | نخستین منطقه ای جشنواره تئاتر کوتاه خلاق ایثار-گلستان-تالار فخرالدین اسعد گرگانی - سالن نگاه | | [ ۱۸ ] |
| ۱۳۹۰ | نمایش «جهشی بر سرنوشت»                                               | طراح، کارگردان و بازیگر   | سومین جشنواره تئاتر افتو-سینما بهمن | | |
| ۱۳۹۰ | نمایش «پنبه تشک همایونی»                                             | بازیگر                    | سومین جشنواره اَفتو - سینما بهمن | | [ ۱۹ ] |
| ۱۳۹۰ | نمایش «جایی که آب از خاکش پایین نمیرود»                              | بازیگر                    | دومین جشنواره سراسری تئاتر کوتاه خلاق ایثار - تالار فخرالدین - سالن نگاه | تالار فخرالدین اسعد گرگانی - سالن نکاه                                                                                         | [ ۲۰ ] |
| ۱۳۹۱ | نمایش «آدمک سلام» - «شلیک تیرهای ماه تولدم بر گونه‌ای که مادرم بوسید» | بازیگر                    | بیست و چهارمین جشنواره تئاتر استان گلستان - تالار فخرالدین- سالن اصلی/بیست و پنجمین جشنواره تئاتر منطقه ای فجر - زاهدان/هفدهمین جشنواره بین‌المللی تئاتر دانشگاهی - تهران - تالار مولوی | تالارفخرالدین اسعد گرگانی - سالن اصلی                                                                                          | [ ۲۱ ] [ ۲۲ ] [ ۲۳ ] [ ۲۴ ]                                                                                            |
| ۱۳۹۱ | نمایش «عطش خورشید»                                                   | بازیگر                    | سی و یکمین جشنواره تئاتر استان گلستان - سالن اصلی / جشنواره تئاتر بسیج - نخستین جشنواره سراسری تئاتر آیات / تالارفخرالدین | فرهنگسرای بهمن - تهران / تالار فخرالدین اسعد گرگانی - سالن اصلی                                                                | [ ۲۵ ] [ ۲۶ ] [ ۲۷ ] [ ۲۸ ] [ ۲۹ ]                                                                                     |
| ۱۳۹۲ | نمایش «کجا آباد»                                                     | بازیگر و نوازنده          | چهارمین جشنواره تئاتر اَفتو - سینما بهمن | | [ ۳۰ ] |
| ۱۳۹۲ | نمایش «دختران جنگل»                                                  | بازیگر                    | | تالار فخرالدین اسعد گرگانی - سالن اصلی                                                                                         | |
| ۱۳۹۲ | نمایش «حسن و دیو راه باریک پشت کوه»                                  | بازیگر و نوازنده          | چهارمین جشنواره تئاتر اَفتو-سینما بهمن/بیست و پنجمین جشنواره تئاتر استان گلستان - تالار فخرالدین - سالن نکاه | تالار فخرالدین اسعد گرگانی - سالن نکاه                                                                                         | [ ۳۱ ] [ ۳۰ ] |
| ۱۳۹۳ | نمایش «آپوفیس»                                                       | طراح، نویسنده و بازیگر    | بیست و پنجمین جشنواره تئاتر استان گلستان / تالار فخرالدین اسعد گرگانی | | [ ۳۲ ] [ ۳۳ ] |
| ۱۳۹۳ | نمایش «شاعرانگی های یک چوپان محترم»                                  | طراح صحنه                 | بیست و پنجمین جشنواره تئاتر استان گلستان - تالار فخرالدین - سالن اصلی | تالار فخرالدین اسعد گرگانی - سالن اصلی                                                                                         | [ ۳۲ ] |
| ۱۳۹۳ | نمایش «عکاسخانه رضوی»                                                | بازیگر و طراح صحنه        | بیست و پنجمین جشنواره تئاتر استان گلستان - تالار فخرالدین-سالن اصلی/بیست و سومین جشنواره سراسری تئاتر سوره ماه - تهران - سالن اداره تئاتر | | [ ۳۴ ] [ ۳۵ ] |
| ۱۳۹۳ | نمایش «آتیس‌ها و پاتیس‌ها»                                             | بازیگر و دستیار کارگردان  | بیست و دومین جشنواره بین المللی تئاتر همدان - همدان - سالن بوعلی سینا / پنجمین جشنواره سراسری تئاتر ایثار - تهران - تالار محراب | تالار فخرالدین اسعد گرگانی - دوره اول اجرا ؛ تالار فخرالدین اسعدگرگانی - سالن اصلی / دوره دوم اجرا ؛تالار فخرالدین - سالن نگاه | [ ۳۶ ] [ ۳۷ ] [ ۳۸ ]                                                                                                   |
| ۱۳۹۴ | نمایش «خروس…»                                                        | بازیگر                    | | سینما کاپری - گلستان - گرگان                                                                                                   | |
| ۱۳۹۴ | نمایش «شیرین»                                                        | طراح ، نویسنده و کارگردان | بیست و شمین جشنواره تئاتر استان گلستان - تالار فخرالدین - سالن نگاه | تالار فخرالدین اسعد گرگانی - سالن نگاه                                                                                         | [ ۳۹ ] |
| ۱۳۹۴ | نمایش «آلیس در کارخانه‌ی عروسکسازی»                                   | بازیگر                    | | تالار فخرالدین اسعد گرگانی - سالن اصلی                                                                                         | [ ۴۰ ] |
| ۱۳۹۴ | نمایش«دروغگو کیه ؟» (اپیزود اول)                                     | طراح ، نویسنده و کارگردان | پنجمین جشنواره تئاتر اَفتو - سینما بهمن | | [ ۴۱ ] |
| ۱۳۹۵ | پینوکیو (اپیزود دوم)                                                 | طراح، نویسنده و کارگردان  | ششمین جشنواره تئاتر «اَفتو»-سینما بهمن | | [ ۴۲ ] |
| ۱۳۹۶ | نمایش«دشمن خدا»                                                      | طراح ، نویسنده ، کارگردان | سی و ششمین جشنواره بین المللی تئاتر فجر - تئاتر شهر - پلاتو اجرا /بیست و چهارمین جشنواره بین المللی تئاتر کودک و نوجوان همدان/ بیست و پنجمین جشنواره سراسری تئاتر سوره - تئاتر شهر/پنجمین جشنواره تئاتر منطقه ای سوره ماه - بجنورد - پلاتو شمس/دومین جشنواره سراسری تئاتر کوتاه خلاق ایثار-تالار فخرالدین - سالن نگاه/بیست و نهمین جشنواره تئاتر استانی - تالار فخرالدین اسعد گرگانی - سالن نگاه/شانزدهمین جشنواره تئاتر سراسری مهر کاشان | تئاترشهر-پلاتو اجرا / تالار فخرالدین اسعد گرگانی - دوره اول اجرا: سالن نگاه سال ۹۶ - دوره دوم اجرا: سالن نگاه ۹۸               | [ ۴۳ ] [ ۸ ] [ ۹ ] [ ۶ ] [ ۱۵ ] [ ۱۶ ] [ ۴۴ ] [ ۴۵ ] [ ۴۶ ] [ ۴۷ ] [ ۴۸ ] [ ۴۹ ] [ ۵۰ ] [ ۵۱ ]                         |
| ۱۳۹۸ | نمایش «قربانی»                                                       | طراح ، نویسنده و کارگردان | | تالار فخرالدین اسعد گرگانی - سالن نگاه                                                                                         | |
| ۱۳۹۸ | نمایش «متساوی الساقین» یا «دوشیزه»                                   | طراح ، نویسنده و کارگردان | سی و هشتمین جشنواره بین المللی تئاتر فجر- تئاتر شهر - سالن چهارسو/نخستین جشنواره «هنر زنده است»بخش تئاتر/نخستین دورهٔ جشنواره تئاتر جشن حافظ-«تندیس حافظ»/ شانزدهمین جشنواره سراسری مهر کاشان/سی امین جشنواره تئاتر استان گلستان - تالار فخرالدین - سالن نگاه | تئاترشهر-پلاتو اجرا/تالار فخرالدین اسعد گرگانی - سالن نگاه                                                                     | [ ۱۱ ] [ ۵۲ ] [ ۱۰ ] [ ۵۳ ] [ ۵۴ ] [ ۵۵ ] [ ۵۶ ] [ ۵۷ ] [ ۵۸ ] [ ۵۹ ] [ ۶۰ ] [ ۶۱ ] [ ۱۲ ] [ ۱۳ ] [ ۱۴ ] [ ۶۲ ] [ ۶۳ ] |
| ۱۳۹۸ | نمایش «کد 13»                                                        | نویسنده                   | | دوره اول اجرا: عمارت نوفل لوشاتو سال ۱۳۹۸-دوره دوم اجرا: عمارت نوفل لوشاتو سال ۱۴۰۲                                            | [ ۶۴ ] [ ۶۵ ] [ ۶۶ ]                                                                                                   |
| ۱۳۹۹ | نمایش «قربانگاه»                                                     | نویسنده                   | سی و سومین جشنواره تئاتر استان هرمزگان -بندر عباس -پلاتو آفتاب/ بیست و یکمین جشنواره سراسری تئاتر پسامهر فسا | پلاتو آفتاب بندر عباس | [ ۶۷ ] [ ۶۸ ] |
| ۱۴۰۴ | قربانگاه                                                             | نویسنده و کارگردان        | | دوره اول مجموعه تئاترشهر-سالن چهارسو / دوره دوم سالن اصلی تالار مولوی                                                          | [ ۶۹ ] [ ۷۰ ] |

‏

## آثار مکتوب
| عنوان کتاب           | انتشارات | سال چاپ | منبع          |
| -------------------- | -------- | ------- | ------------- |
| نمایشنامه «دوشیزه»   | نیو      | ۱۳۹۹    | [ ۷۱ ] [ ۷۲ ] |
| نمایشنامه «قربانگاه» | نمایش    | ۱۳۹۹    | [ ۷۱ ]        |

## سریال تلویزیونی
| عنوان سریال               | سمت                                   | کارگردان    | سال ساخت | منبع          |
| ------------------------- | ------------------------------------- | ----------- | -------- | ------------- |
| «اینجا هم چراغی روشن است» | نویسنده ، بازیگر ، دستیار یک کارگردان | احسان رجبلو | ۱۳۹۴     | [ ۷۳ ] [ ۷۴ ] |
| «شاخ تو شاخ» - «توریست»   | نویسنده ، طراح صحنه و طراحی لباس      | احسان رجبلو | ۱۴۰۱     | [ ۷۵ ]        |

## فیلم تلویزیونی
| عنوان                    | سمت                                   | کارگردان      | سال ساخت | منبع   |
| ------------------------ | ------------------------------------- | ------------- | -------- | ------ |
| تله فیلم «امتحان نهایی»  | بازیگر                                | نورمحمد نجاری | ۱۳۸۴     |        |
| تله فیلم «خانه همینجاست» | نویسنده ، بازیگر ، دستیار یک کارگردان | احسان رجبلو   | ۱۳۹۵     | [ ۷۶ ] |

## فیلم کوتاه

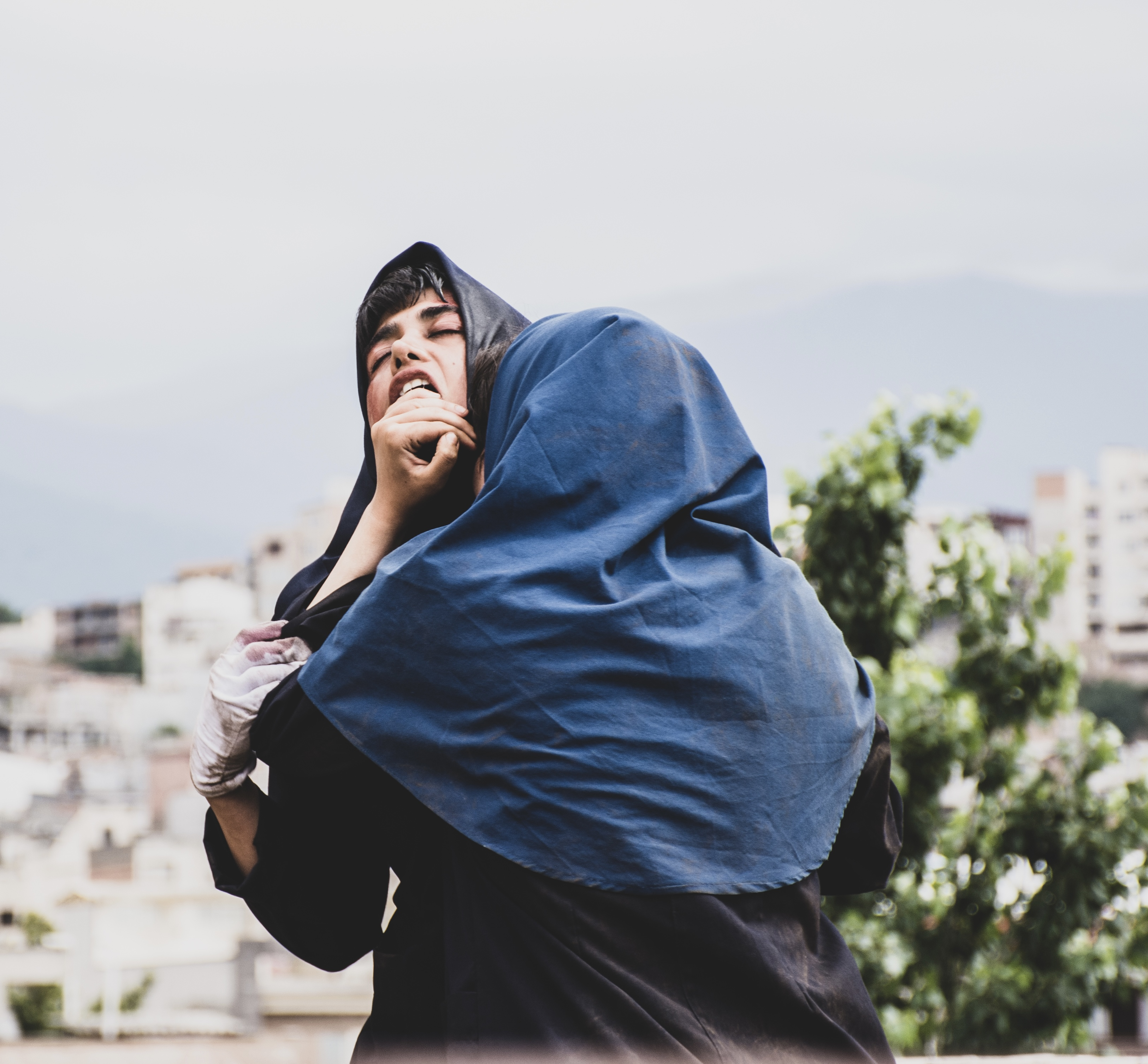
فیلم کوتاه «قبل وقوع» به نویسندگی و کارگردانی عمادالدین رجبلو

‏
| عنوان                                                    | سمت                       | سال ساخت | منبع                 |
| -------------------------------------------------------- | ------------------------- | -------- | -------------------- |
| فیلم کوتاه دا                                            | نویسنده                   | ۱۳۹۳     |                      |
| فیلم کوتاه «دشمن خدا»                                    | طراح ، نویسنده و کارگردان | ۱۳۹۵     |                      |
| فیلم کوتاه «مترادف»                                      | بازیگر                    | ۱۳۹۶     | [ ۷۸ ]               |
| فیلم کوتاه «دو هفته بعد»                                 | مشاور فیلمنامه            | ۱۳۹۷     | [ ۷۹ ] [ ۸۰ ] [ ۸۱ ] |
| فیلم کوتاه «زالو»                                        | طراح صحنه                 | ۱۳۹۷     | [ ۸۲ ]               |
| فیلم کوتاه «اون مثل من»                                  | انتخاب بازیگر و بازیگردان | ۱۳۹۸     | [ ۸۳ ]               |
| فیلم کوتاه «قوی گنگ»                                     | طراح پوستر                | ۱۳۹۹     | [ ۸۴ ] [ ۸۵ ] [ ۸۶ ] |
| فیلم کوتاه «مدار بسته»                                   | نویسنده                   | ۱۳۹۹     | [ ۸۷ ]               |
| فیلم کوتاه «ظهر جمعه»                                    | طراح صحنه و طراح لباس     | ۱۳۹۹     | [ ۸۸ ]               |
| فیلم کوتاه «قبل وقوع»                                    | طراح ، نویسنده و کارگردان | ۱۴۰۰     | [ ۷۷ ]               |
| فیلم مستند داستانی «آلتن هالی-فرش طلایی» «Golden carpet» | طراح پوستر                | ۱۴۰۲     | [ ۸۹ ]               |

## تدریس
| عنوان                | رشته‌ی درسی                     | سال  |
| -------------------- | ------------------------------ | ---- |
| کارگاه «متکی به خود» | نویسندگی ، کارگردانی ، بازیگری | ۱۳۹۹ |

## جوایز و افتخارات

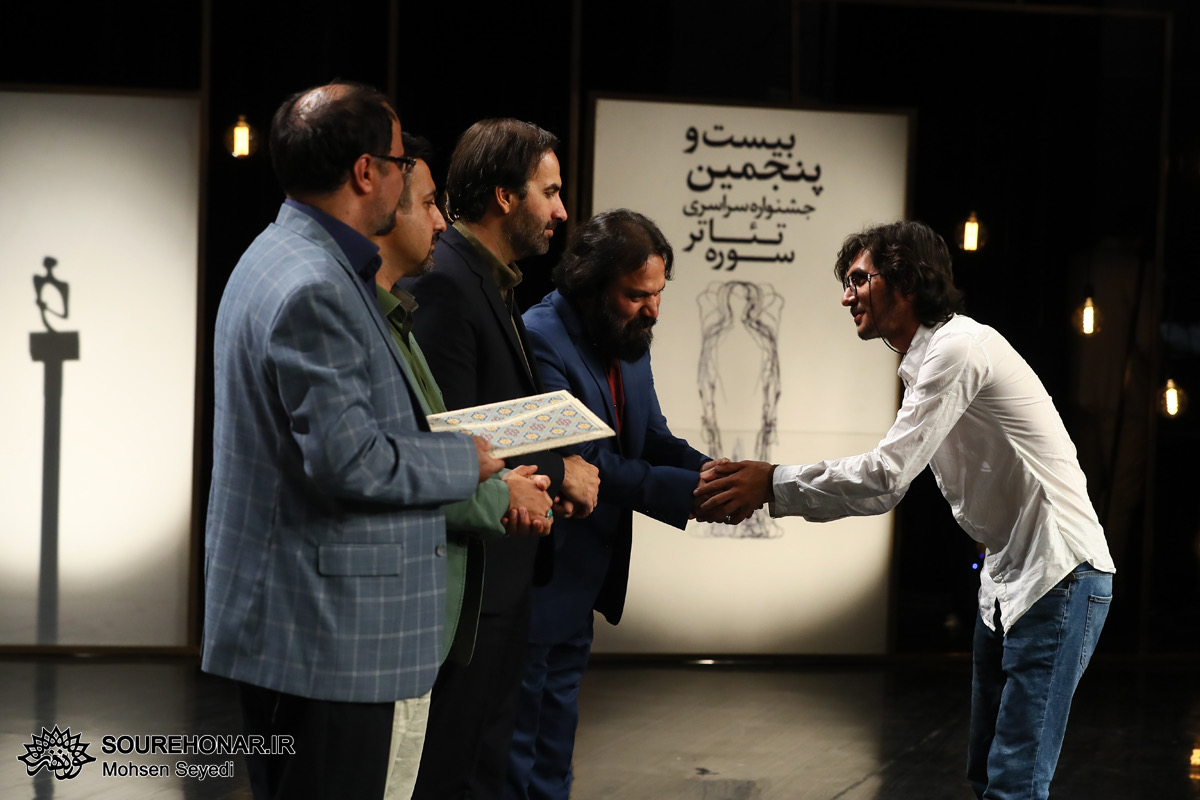
[https://www.mehrnews.com/news/4057945/%D8%A8%D8%B1%DA%AF%D8%B2%DB%8C%D8%AF%D9%87-%D8%AC%D8%B4%D9%86%D9%88%D8%A7%D8%B1%D9%87-%D8%B3%D9%88%D8%B1%D9%87-%D8%AF%D8%B1-%D8%AA%D8%A6%D8%A7%D8%AA%D8%B1%D8%B4%D9%87%D8%B1-%D8%AF%D8%B1%D9%88%D8%BA%DA%AF%D9%88-%D8%AF%D8%B4%D9%85%D9%86-%D8%AE%D8%AF%D8%A7-%D8%A7%D8%B3%D8%AA بیست و پنجمین‌ جشنواره سراسری تئاتر سوره ماه‌ برنده‌ جایزه کارگردانی

| سال  | رده                                 | رتبه                                      | عنوان اثر               | جشنواره                                                                                              | نتیجه | منبع                        |
| ---- | ----------------------------------- | ----------------------------------------- | ----------------------- | --- | ----- | --------------------------- |
| ۱۴۰۲ | استعداد تئاتر ایران «نویسندگی»      | برترین                                    | دشمن خدا                | دومین دورهٔ جشنواره تئاتر«جشن حافظ»-«تندیس حافظ»-نشان «علی معلم»                                      | نامزد | [ ۹۱ ]                      |
| ۱۴۰۲ | نویسندگی                            | لوح تقدیر                                 | دشمن خدا                | چهل و دومین جشنواره بین‌المللی تئاتر فجر                                                              | برنده | [ ۹۲ ]                      |
| ۱۴۰۱ | دستاورد فنی ، «طراحی صحنه»          | برترین                                    | متساوی الساقین          | نخستین دورهٔ جشنواره تئاتر «جشن حافظ» - «تندیس حافظ» - نشان «علی معلم»                                | نامزد | [ ۹۳ ] [ ۹۴ ] [ ۹۵ ]        |
| ۱۴۰۱ | نویسندگی                            | لوح تقدیر                                 | قربانگاه                | دومین جشنوارهٔ نمایشنامه نویسی «هادی نامور»                                                           | برنده | [ ۹۶ ]                      |
| ۱۴۰۰ | نویسندگی                            | اول - تندیس به همراه دیپلم افتخار         | قربانگاه                | سی و سومین جشنواره تئاتر «استان هرمزگان»                                                             | برنده | [ ۹۷ ]                      |
| ۱۴۰۰ | اثر برگزیده                         | لوح تقدیر                                 | دشمن خدا                | شانزدهمین جشنواره سراسری تئاتر «مهر کاشان»                                                           | منتخب | [ ۹۸ ] [ ۹۹ ]               |
| ۱۳۹۸ | نویسندگی                            | لوح تقدیر                                 | متساوی الساقین          | سی و هشتمین جشنواره بین‌المللی تئاتر فجر                                                              | برنده | [ ۴ ] [ ۷ ]                 |
| ۱۳۹۸ | کارگردانی ، طراحی صحنه ، طراحی لباس | ———                                       | متساوی الساقین          | سی و هشتمین جشنواره بین المللی تئاتر فجر                                                             | نامزد | [ ۵ ] [ ۱۰۰ ] [ ۱۰۱ ] [ ۷ ] |
| ۱۳۹۸ | اثر برگزیده                         | برترین                                    | متساوی الساقین          | راهیابی از سی امین جشنواره تئاتر «استان گلستان» به سی و هشتمینجشنواره بین المللی تئاتر فجر           | منتخب | [ ۱۰۲ ]                     |
| ۱۳۹۸ | نویسندگی                            | اول - دیپلم افتخار                        | متساوی الساقین          | سی امین جشنواره تئاتر «استان گلستان»                                                                 | برنده | [ ۱۰۲ ]                     |
| ۱۳۹۸ | کارگردانی                           | دوم                                       | متساوی الساقین          | سی امین جشنواره تئاتر «استان گلستان»                                                                 | برنده | [ ۱۰۲ ]                     |
| ۱۳۹۷ | اثر برگزیده                         | برترین                                    | دشمن خدا                | راهیابی از بیست و نهمین جشنواره تئاتر «استان گلستان» به سی و ششمین جشنواره بین المللی تئاتر فجر      | منتخب | [ ۱۰۳ ]                     |
| ۱۳۹۷ | نویسندگی                            | سوم                                       | دشمن خدا                | بیست و نهمین جشنواره تئاتر «استان گلستان»                                                            | برنده | [ ۱۰۳ ]                     |
| ۱۳۹۷ | کارگردانی                           | دوم                                       | دشمن خدا                | بیست و نهمین جشنواره تئاتر «استان گلستان»                                                            | برنده | [ ۱۰۳ ]                     |
| ۱۳۹۶ | کارگردانی                           | سوم                                       | دشمن خدا                | بیست و پنجمین جشنواره سراسری تئاتر «سوره ماه»                                                        | برنده | [ ۹۰ ]                      |
| ۱۳۹۶ | نویسندگی                            | اول - دیپلم افتخار                        | دشمن خدا                | پنجمین جشنواره منطقه ای تئاتر «سوره ماه»                                                             | برنده | [ ۱۰۴ ]                     |
| ۱۳۹۶ | کارگردانی                           | دوم - لوح سپاس                            | دشمن خدا                | پنجمین جشنواره منطقه ای تئاتر «سوره ماه»                                                             | برنده | [ ۱۰۴ ]                     |
| ۱۳۹۶ | اثر برگزیده                         | برترین                                    | دشمن خدا                | راهیابی از پنجمین جشنواره منطقه ای تئاتر «سوره ماه» به بیست و پنجمین جشنواره سراسری تئاتر «سوره ماه» | منتخب | [ ۱۰۴ ]                     |
| ۱۳۹۶ | فیلمنامه                            | اول - تندیس «هد هد» به همراه دیپلم افتخار | اینجا هم چراغی روشن است | بیستمین جشنواره مراکز استان ها صدا و سیما جمهوری اسلامی ایران - «هد هد»                              | برنده | [ ۱۰۵ ]                     |
| ۱۳۹۵ | اثر برگزیده                         | برترین                                    | دشمن خدا                | دعوت به اجرای عموم در مجموعه تئاتر شهر از دومین جشنواره ملی «تئاتر کوتاه خلاق ایثار»                 | منتخب | [ ۱۰۶ ]                     |
| ۱۳۹۵ | کارگردانی                           | اول - تندیس جشنواره به همراه دیپلم افتخار | دشمن خدا                | دومین جشنواره ملی تئاتر کوتاه خلاق ایثار                                                             | برنده | [ ۱۰۶ ]                     |
| ۱۳۹۵ | طراحی صحنه                          | لوح تقدیر                                 | دشمن خدا                | دومین جشنواره ملی تئاتر کوتاه خلاق ایثار                                                             | برنده | [ ۱۰۶ ] [ ۱۰۷ ]             |
| ۱۳۹۵ | نویسندگی                            | اول - دیپلم افتخار                        | پینوکیو                 | ششمین جشنواره تئاتر «اَفتو»                                                                           | برنده |                             |
| ۱۳۹۵ | کارگردانی                           | اول - دیپلم افتخار                        | پینوکیو                 | ششمین جشنواره تئاتر «اَفتو»                                                                           | برنده |                             |
| ۱۳۹۴ | کارگردانی                           | اول - دیپلم افتخار                        | دروغگو کیه؟             | پنجمین جشنواره تئاتر «اَفتو»                                                                          | برنده | [ ۱۰۸ ] [ ۱۰۹ ]             |
| ۱۳۹۴ | طرح و ایده                          | اول - دیپلم افتخار                        | دروغگو کیه؟             | پنجمین جشنواره تئاتر «اَفتو»                                                                          | برنده | [ ۱۰۸ ]                     |
| ۱۳۹۳ | بازیگری                             | ———                                       | عکاسخانه رضوی           | بیست و سومین جشنواره تئاتر سوره ماه                                                                  | نامزد |                             |
| ۱۳۹۳ | بازیگری                             | دوم - لوح سپاس                            | آپوفیس                  | بیست و پنجمین جشنواره تئاتر امیدهای جوان                                                             | برنده | [ ۱۱۰ ]                     |
| ۱۳۹۰ | کارگردانی                           | دوم-لوح سپاس                              | تابلوی تماشا            | دومین جشنواره تئاتر «اَفتو»                                                                           | برنده |                             |